# Kadagere, Nagamangala
Kadagere là một làng thuộc tehsil Nagamangala, huyện Mandya, bang Karnataka, Ấn Độ.